# Přírodní park Písecké hory
Přírodní park Písecké hory je chráněné území o velikosti 60,3 km² nacházející se v okrese Písek v jižních Čechách, které se rozkládá na východ od města Písku. V době přehlášení z území klidu na přírodní park se jednalo o první vyhlášený přírodní park na území jihočeského kraje.

## Lokalita
Přírodní park se rozkládá od města Písku na západě až téměř po údolí řeky Vltavy na východě. Nicméně až k řece nedosahuje, jelikož jí odděluje silnice 138 mezi Albrechticemi nad Vltavou a Záhořím. Na severu se park vyhýbá obci Kluky, na východě pak hranice jde kolem vsí Jehnědno a Údraž a již zmiňovanými Albrechticemi nad Vltavou. Na jihu zasahuje hranice přírodního parku až k přírodní památce Zelendárky ležící nedaleko města Protivín. Západní hranice pak probíhá na okraji obce Paseky, dále přes Kukle, Nový Dvůr, Semice a Písek.

## Historie
Území bylo v roce 1973 tehdejším okresním národním výborem, jakožto významný krajinný prvek s druhovou pestrostí, vyhlášeno za území klidu. V roce 1992 bylo pak přehlášeno na přírodní park dle zákona 114 / 1992 Sb. Přehlášení přírodního parku proběhlo opětovně v roce 2001 Okresním úřadem v Písku.